# Armée de Crimée et d'Azov
L’armée de Crimée et d'Azov (russe : Крымско-Азовская армия) est une des armées blanches de la guerre civile russe.

## Histoire
L'armée est formée le 10 janvier 1919 sur la base du corps Crimée-Azov des Forces Armées du Sud de la Russie, qui avait été formé en décembre 1918. En mai 1919, l'armée comprenait la 5e division (ru) d'infanterie et la division de cavalerie combinée (division combinée de cuirassiers, 2e division de cavalerie, 2e division cosaque de Taman, division de cavalerie combinée de la Garde et batterie de cavalerie de la Garde). Le 22 mai 1919, elle devient le 3e corps d'armée, sur la base duquel sont organisées les troupes de l'oblast de Novorossiïsk le 20 août 1919.

## Commandement
- Commandant : général Alexandre Borovski
- Chef d'état-major : Dmitri Parkhomov (ru)